# Episodi di Rush (seconda stagione)
La seconda stagione della serie televisiva Rush è stata trasmessa in Australia da Network Ten dal 16 luglio 2009 al 26 novembre 2009.
In Italia, la stagione è stata resa disponibile su IPTV di Telecom Italia, trasmessa da Premium Crime dal 6 ottobre 2011 al 1º marzo 2012 e in chiaro da Rai Premium dal 27 aprile al 28 maggio 2012.
| nº | Titolo originale    | Titolo italiano             | Prima TV Australia | Prima TV Italia Premium Crime |
| -- | ------------------- | --------------------------- | ------------------ | ----------------------------- |
| 1  | Series 2 Episode 1  | Una nuova collega           | 16 luglio 2009     | 6 ottobre 2011                |
| 2  | Series 2 Episode 2  | Michael, eroe per un giorno | 23 luglio 2009     | 13 ottobre 2011               |
| 3  | Series 2 Episode 3  | Incomprensioni pericolose   | 30 luglio 2009     | 20 ottobre 2011               |
| 4  | Series 2 Episode 4  | Terrore in carcere          | 6 agosto 2009      | 27 ottobre 2011               |
| 5  | Series 2 Episode 5  | Crimini internazionali      | 13 agosto 2009     | 3 novembre 2011               |
| 6  | Series 2 Episode 6  | Giocare con il destino      | 20 agosto 2009     | 10 novembre 2011              |
| 7  | Series 2 Episode 7  | Una giornata movimentata    | 27 agosto 2009     | 17 novembre 2011              |
| 8  | Series 2 Episode 8  | Ricerca disperata           | 3 settembre 2009   | 24 novembre 2011              |
| 9  | Series 2 Episode 9  | Corsa senza fine            | 10 settembre 2009  | 1º dicembre 2011              |
| 10 | Series 2 Episode 10 | Incomprensioni              | 10 settembre 2009  | 8 dicembre 2011               |
| 11 | Series 2 Episode 11 | Vecchie ruggini             | 17 settembre 2009  | 15 dicembre 2011              |
| 12 | Series 2 Episode 12 | Uno scomodo rapimento       | 24 settembre 2009  | 22 dicembre 2011              |
| 13 | Series 2 Episode 13 | Taxi criminale              | 1º ottobre 2009    | 29 dicembre 2011              |
| 14 | Series 2 Episode 14 | Relazioni proibite          | 8 ottobre 2009     | 5 gennaio 2012                |
| 15 | Series 2 Episode 15 | Paura nel college           | 15 ottobre 2009    | 12 gennaio 2012               |
| 16 | Series 2 Episode 16 | Destini segnati             | 22 ottobre 2009    | 19 gennaio 2012               |
| 17 | Series 2 Episode 17 | Niente è come sembra        | 29 ottobre 2009    | 26 gennaio 2012               |
| 18 | Series 2 Episode 18 | Pensieri ingannevoli        | 5 novembre 2009    | 2 febbraio 2012               |
| 19 | Series 2 Episode 19 | Vite al margine             | 12 novembre 2009   | 9 febbraio 2012               |
| 20 | Series 2 Episode 20 | Un compleanno speciale      | 19 novembre 2009   | 16 febbraio 2012              |
| 21 | Series 2 Episode 21 | Il colpevole                | 26 novembre 2009   | 23 febbraio 2012              |
| 22 | Series 2 Episode 22 | Uniti fino alla morte       | 26 novembre 2009   | 1º marzo 2012                 |